# Александер Латуріув
Альбертус Емануель Александер Латуріув (індонез. Albertus Emanuel Alexander Laturiuw) (1945) — індонезійський дипломат. Надзвичайний та Повноважний Посол Республіки Індонезія в Україні (2005—2009) та у Грузії і Вірменії за сумісництвом.

## Життєпис
Закінчив юридичний факультет Християнського університету Сатья Вакана, у Салатізі, Центральна Ява, Індонезія.
У 1999—2002 рр. — завідувач відділу управління міжнародними контрактами.
У 2000—2001 рр. — він працював в Управлінні міжурядового співробітництва на посаді помічника державного секретаря з прав людини.
У 2002—2005 рр. — був заступником посла Місії Індонезії у Філіппінах. Посол Латуріув має дипломатичне звання міністра. Був тимчасово повіреним у справах Індонезії на Філіппінах.
З жовтня 2005 по червень 2009 рр. — Надзвичайний та Повноважний Посол Республіки Індонезія в Україні.